# Konec stalinismu v Čechách
Konec stalinismu v Čechách je krátký nezávislý animovaný film z roku 1990. Jedná se o surrealistický film, jehož režisér Jan Švankmajer byl popsán v New York Times jako "Jeden z nejvíce vizionářských surrealistů světa kinematografie".
Film je známý jako The Death of Stalinism in Bohemia ve Spojeném království, Der Tod des Stalinismus in Böhmen v Německu a Koniec stalinizmu w Czechach v Polsku.

## Děj
Stalinova busta položená na operačním stole je otevřena, což vede k animované sekvenci, která líčí československé dějiny od roku 1948, kdy převzali moc komunisté, do roku 1989, kdy proběhla sametová revoluce. K úplnému pochopení filmu je potřeba znát historický kontext.

## Hodnocení
Na webové stránce Mubi je film ohodnocen čtyřmi hvězdičkami.
Filmová kritička Janet Maslinová z New York Times popsala film jako "nádhernou, krátkou, komickou a krkolomnou satiru".

## Ocenění
V roce 1990 získal film Zlatého Medvěda na Berlínském mezinárodním filmovém festivalu.

## Vydání
Přesné datum vydání filmu je ve Spojeném království neznámé. V roce 2006 byl film uveden na Berlínském mezinárodním festivalu krátkých filmů, dále byl film uveden na filmových festivalech Cottbus Film Festival v roce 2008 a Jeden svět v roce 2009.